# Cerorhinca
Cerorhinca is een geslacht van vogels uit de familie alken (Alcidae). Het geslacht telt één soort.

## Soorten
- Cerorhinca monocerata – Neushoornalk